# Leuchtenburg (Schwanewede)
Leuchtenburg ist ein Ortsteil der Gemeinde Schwanewede im niedersächsischen Landkreis Osterholz. Zum Ortsteil gehört die Ortschaft Holthorst.

## Geschichte
In alten Urkunden heißt es, der Ortsteil sei bekannt als „Lichtung auf dem Berg“. Gemeint ist der Ortsteil Luchtenborch – heute Leuchtenburg genannt.
Die Besiedlung von Leuchtenburg war im 17. Jahrhundert eng mit der Herrschaft der Herren von der Borch verknüpft, die die sogenannte „Meierpolitik“ betrieben und die Entwicklung des Dorfes erheblich förderte. 1677 zählte Leuchtenburg 18 Meier, die hauptsächlich in Werften arbeiteten oder zum Walfang gingen. Sie waren es auch, die die ersten strohgedeckten Fachwerkhäuser bauten. 1762 zählte Leuchtenburg 28 Familien und 1824 waren es bereits 32 Familien. Leuchtenburg war zu dieser Zeit ein Katendorf mit Seefahrerbevölkerung und ohne ein stabiles Bauerntum. Dennoch wurden 1824 acht Bauernschaften in Holthorst vermerkt. Zuvor waren die ersten Unterhörigen und Leibeigenen von ihren Gutsherren abhängig und hatten schwere Dienstleistungen zu erfüllen. Durch das später eingeführte Meierwesen änderten sich die Verhältnisse. In einem Meierbrief wurde festgehalten, dass verfallene Baulichkeiten des Meiers oder der Meierstellen zum Besitz des Gutsherrn werden würden. 1832 folgte das hannoversche Ablösegesetz. Die Meierstellen wurden im Verlauf des Jahrzehntes zu dessen Eigentum. Das Gesetz gilt als Befreiung der Meier und die Zahl der Bevölkerung in Leuchtenburg stieg weiter an.
In den 1960er Jahren hieß es in einem Landschaftsrahmenplan, Leuchtenburg sei die „Erholungslandschaft Bremer Schweiz“. Das Ziel, eine eigenständige Gemeinde zu werden, geschah aufgrund der zu niedrigen Einwohnerzahl nie. Am 1. März 1974 wurde der Ortsteil Leuchtenburg zu Schwanewede angeschlossen. Eine Schule gibt es nicht, die Kinder müssen nach Schwanewede zur Schule fahren. Geprägt hat Leuchtenburg die Landwirtschaft, die heute von noch 4 Vollbauern aufrechterhalten wird. Aufgrund der idyllischen, aber auch zentralen Lage gilt Leuchtenburg als attraktive Wohngegend und beliebtes Ausflugsziel für Bremen und Umzu.

## Sehenswürdigkeiten

### Herrenhaus Leuchtenburg
Der Kaufmann Hermann Gerhard Hegeler errichtete ein prachtvolles Gebäude, nachdem er 1863 einen benachbarten Teil des Hashagenschen Hofes kaufte. Seiner englischen Frau Annie Maria Rhodes zuliebe errichtete er das Gebäude nach dem nordirländischen Lowther Castle. Zu diesen Grundstück gehörten 170 Morgen, in denen Korn, Heu und Kartoffeln lagerten. 1904 brannte dieses Gebäude ab. 1865 ließ Hegeler den Gemeindeweg, der zwischen seinem Haus und seinem Teich verlief, verlegen. Der Gemeinderat genehmigte das Vorhaben im April 1865. 1873 verstarb Hermann Hegeler im Alter von 48 Jahren. Seine Frau heiratete Oskar Lenz, den Privatsekretär ihres Mannes. Sie verstarb jedoch 1877 auf der Hochzeitsreise im Alter von 39 Jahren. Lenz bewirtschaftete nun das Anwesen, wodurch es seinen Namen des „weit leuchtenden Lenz´sche Landgut“ erhielt. 1905 ging das Anwesen in den Besitz der Familie Albrecht. Erster Besitzer der Familie war Friedrich Carl. Danach gehörte es dem Arzt Dr. Carl Albrecht und nach dessen Tod fiel es in den Besitz seines Sohnes Carl, dem Bruder des ehemaligen niedersächsischen Ministerpräsidenten Ernst Albrecht.
1971 erwarb die Deutsche Lufthansa das Gebäude und nutzte es zur Unterbringung von Flugschülern während der Pilotenausbildung. Im Jahr 1999 kaufte der Kaufmann Werner Wienberg das Herrenhaus samt dem angrenzenden Albertspark. Er vermietete die Immobilie und den Park für Veranstaltungen wie Hochzeiten, Weihnachtsfeiern, Workshops, runde Geburtstage und andere besondere Anlässe.
Trotz der vielfältigen Nutzung hat das Gebäude seinen historischen Charakter aus der Mitte des 19. Jahrhunderts bewahrt. Originale Fliesen, Tapeten und Dekorationen sind erhalten geblieben und verleihen dem Anwesen einen beeindruckenden, authentischen Charme.
Seit Ende 2024 befindet sich das Herrenhaus mit dem rund 19.000 m² großen Park im Besitz der Kaufmannsfamilie Gabriel. Diese plant, das denkmalgeschützte Anwesen in ähnlicher Weise wie zuvor Herr Wienberg zu nutzen und ihm neuen Glanz zu verleihen.
Das Herrenhaus Leuchtenburg ist ein bedeutendes historisches Gebäude in der Gemeinde Schwanewede und ein beliebtes Ziel für Wochenendausflüge aus dem benachbarten Bremen. Der angrenzende Albrechtsche Park mit seinen alten Bäumen und großen Rhododendren trägt zur Attraktivität des Ortes bei.

### Denkmal
Das Denkmal steht auf dem Grundstück der Freiwilligen Feuerwehr und ist zum Gedenken der Kriegstoten. Auf dem großen Findling, auf dem in der Mitte die Gedenktafel aus Metall angebracht wurde, stehen folgende Inschriften:
1914    1939

1918    1945

DEN KRIEGSTOTEN

DER GEMEINDE

LEUCHTENBURG

ZUM GEDENKEN

UNS ZUR MAHNUNG

### Brands Mühle
Am Mühlenweg in Leuchtenburg kann man heute nur noch das Mauerwerk des Sockels der Mühle bestaunen. Früher wurde die Mühle auch „Hahnhorster Mühle“ genannt und scheint eine der ältesten in ganz Schwanewede zu sein. Entstanden ist die Mühle zwischen 1808 und 1812. Früher gehörten auch eine kleine Backstube und eine Gastwirtschaft zum Bild der Mühle. Der Besitzer Johann Hinrich Brand starb 1908, als er die Mühlenflügel in den Wind drehen wollte und dabei von der Galerie fiel. Sein Sohn musste die Mühle 1924 wegen Unrentabilität stilllegen, obwohl die Mühle nicht mehr ausschließlich mit Wind, sondern mit einem Motor betrieben wurde. 1935 brannte dann der obere Teil der Mühle wegen eines Blitzeinschlages ab. Nach dem Tod von Johann Brand übernahm dessen Sohn und späterer Vater von Karl Gerd Brand, dem heutigen Ortsbürgermeister von Leuchtenburg, den Hof. Heute dient Brands Mühle als Lager- und Geräteschuppen.

## Gastronomie

### Waldgaststätte Brunnenhof
1949 kaufte Friedrich Flemke das alte Bauernhaus und nutzte es zuerst als Hühnerfarm. Der gelernte Bäcker und Schlachter eröffnete zwei Jahre später den Gasthof „Brunnenhof“ und bewirtete seine Gäste mit Produkten aus eigener Schlachtung. Aus persönlichem Interesse entstand auf demselben Grundstück ein Kleintierzoo. Affen, Waschbären, Greifvögel und Ziegen waren eine große Attraktion. Friedrich Flemke starb 1972 und hinterließ seinem Sohn die Gaststätte. 1974 erweiterte sich das Gasthaus mit einem großen Saal und einer Kegelbahn. Der Zoo musste für dieses Vorhaben weichen. Bis heute kann man in der Waldgaststätte Brunnenhof leckere Hausmannskost genießen.

### Bruns Garten
Bruns Sommergarten entwickelte sich von der Ausschenkwirtschaft zum Ausflugslokal, sodass viele Feste und Bälle dort veranstaltet wurden. 1798 heiratete Hinrich Bruns seine Frau Katharina Bätjer und erwarb 1857 die Konzession zum Ausschank. Um den Zoll zu sparen, so heißt es, soll Hinrich Bruns persönlich bis nach Vegesack gelaufen sein, um Bier und andere Getränke für die Gaststätte einzukaufen. 1862 ließ er eine Kegelbahn und 1886 einen Saal mit einer damals noch offenen Veranda errichten. Der Hof wurde später bis in die vierte Generation weitergegeben. Heute ist das schöne Bauernhaus noch als ein gemütliches Café hergerichtet worden, ist aber nicht mehr im Besitz der Familie Bruns.

## Politik

### Ortsrat
Der Ortsrat, der den Ortsteil Leuchtenburg vertritt, setzt sich aus sieben Mitgliedern zusammen. Die Ratsmitglieder werden durch eine Kommunalwahl für jeweils fünf Jahre gewählt.

Bei der Kommunalwahl 2021 ergab sich folgende Sitzverteilung:
| Ortsrat 2021Insgesamt 7 Sitze - SPD: 3 - CDU: 4 |

### Ortsbürgermeister
Von 1936 bis 1964 war Hermann Krudop aus Holthorst der Bürgermeister der Gemeinde Leuchtenburg. 1964 löste ihn Werner Dreesen ab und war bis 1976 im Amt des Bürgermeisters tätig. Seitdem ist Karl Gerd Brand Ortsbürgermeister von Leuchtenburg. Der stellvertretende Ortsbürgermeister ist Arendt Voller.

## Geografie
Die Ortschaft liegt südöstlich des Kernbereichs von Schwanewede direkt an der südlich verlaufenden Landesgrenze zu Bremen. Im östlichen Bereich fließt die Schönebecker Aue. Die in die Weser mündende Lesum fließt südlich.

## Verkehr
Leuchtenburg liegt zwischen der nördlich verlaufenden Bundesautobahn 27 und der Bundesautobahn 270.

### Zugverbindung
Die NordWestBahn fährt vom Hauptbahnhof Bremen nach Farge und Vegesack und hält auf dem Weg unter anderem am Bahnhof Bremen Lesum, St. Magnus und Schönebeck. Diese drei Haltestationen sind dem Ortsteil Leuchtenburg am nächsten und mit dem Auto oder mit dem Fahrrad gut zu erreichen.

### Busverbindung
Das Busliniennetz in der Gemeinde wird vom Verkehrsverbund Bremen/Niedersachsen (VBN) betrieben. Anbindungen bestehen in die Kreisstadt Osterholz-Scharmbeck und nach Bremen-Nord.